# Hernán Larraín Fernández
Hernán Larraín Fernández (Santiago, 21 de septiembre de 1947) es un abogado, docente universitario y político chileno de tendencia conservadora. Entre marzo de 2018 y marzo de 2022, se desempeñó como ministro de Justicia y Derechos Humanos de su país, bajo el segundo gobierno del presidente Sebastián Piñera. 
Miembro de la Unión Demócrata Independiente (UDI), ejerció como senador de la República en representación de la Circunscripción 11 (región del Maule) durante 24 consecutivos años (marzo de 1994-marzo de 2018). Ejerció como presidente de su partido entre 2006 y 2008, y nuevamente desde el 11 de abril de 2015 hasta enero de 2017.
El 25 de enero de 2023 fue designado por el Senado como uno de los integrantes de la Comisión Experta, la cual está encargada de redactar un anteproyecto de texto constitucional que será debatido por el Consejo Constitucional como parte del proceso constituyente.

## Biografía

### Familia y estudios
Hijo del jurista Hernán Crescente Larraín Ríos y de María Eliana Fernández Beraud. Cursó los estudios primarios y secundarios en el Saint George's College, de Santiago. Posteriormente, ingresó a la Facultad de Derecho de la Pontificia Universidad Católica (PUC), donde se licenció en ciencias jurídicas con la tesis: hacia la institucionalidad universitaria y, obtuvo el título de abogado en 1971. Durante su etapa universitaria ganó los premios J. Tocornal y Pedro N. Montenegro, otorgado al mejor alumno de su promoción. Ese mismo año obtuvo una beca de la Fundación Ford para hacer una maestría en Leyes en el London School of Economics.
Está casado desde 1974 con la ingeniera civil Magdalena Matte, que se desempeñó como ministra de Vivienda y Urbanismo durante el primer gobierno de Sebastián Piñera. Con ella tiene seis hijos, entre ellos el político Hernán Larraín Matte, expresidente de Evópoli, y el premiado cineasta Pablo Larraín.

### Carrera académica
En el ámbito profesional, desarrolló inicialmente su carrera en la PUC. Entre 1971 y 1984, fue profesor ayudante del Departamento de Derecho Civil y de Filosofía del Derecho. Una vez terminada su maestría, fue profesor titular de Introducción al Derecho y en 1973 integró el «Consejo de Coordinación Académica». Desde 1974 hasta 1976, asumió la dirección de Estudios y Planificación, conjuntamente con su designación como vicerrector de Comunicaciones, cargo desempeñó hasta 1979. Ese mismo año, se trasladó a la Vicerrectoría Académica de la universidad, ejerciendo hasta abril de 1986.
Paralelamente, en 1975, fue designado miembro del Consejo Nacional de Televisión (CNTV), donde estuvo por siete años. Durante su gestión, fundó uno de los programas educativos más sobresalientes de Canal 13: Teleduc.
En 1986, se desempeñó como editor del cuerpo Reportajes del diario El Mercurio de Santiago. Al año siguiente y hasta 1991, fue director ejecutivo de la Fundación Andes. En 1989, asumió como miembro del «Consejo Superior de la Universidad Católica», por un período de tres años. Al mismo tiempo, integró el «Consejo Editorial de la Empresa Editora Gabriela Mistral» y fue fundador y director de la Revista Universitaria por seis años. Fue de igual manera redactor y columnista de El Mercurio, Revista Ercilla y el Diario Financiero.
Es integrante del The Inter-American Dialogue, una red de líderes globales cuyo fin es fomentar la gobernabilidad democrática, la prosperidad y la equidad social en América Latina y el Caribe.

## Trayectoria pública y política

### Inicios y cargos partidistas
Se inició en política en su etapa universitaria como presidente de la Federación de Estudiantes de la Universidad Católica, entre 1969 y 1970. Ese último año viajó a Nueva York a un Congreso de Dirigentes Estudiantiles latinoamericanos. En 1974, participó en el Latin American Scholarship Program of American Universities (Lapsau), en Miami.
Ha sido profesor de su alma máter, donde se desempeñó, además, como secretario general. No obstante, pese a haber pertenecido al movimiento gremialista, se integró a la Unión Demócrata Independiente (UDI) solo después del asesinato de su fundador Jaime Guzmán, en 1991. Guzmán había sido su mentor y lo habría instruido en Colonia Dignidad. De hecho, Larraín fue miembro de la Corporación de Amigos de Colonia Dignidad.
Fue después de la muerte de su amigo Guzmán que inició su actividad política y luego de ingresar a la UDI en junio de 1991, asumió la presidencia del Congreso Doctrinario por dos meses y en diciembre de ese año es elegido vicepresidente del partido, cargo que desempeñó hasta 1997.
El 1 de julio de 2006 el Consejo General de la UDI ratificó la nueva directiva del partido, que reemplazaría a Jovino Novoa y en la que Larraín había sido elegido presidente para el período 2006-2008. Compitió para este cargo con el senador Juan Antonio Coloma Correa, a quien invitó a sumarse a su lista pero este declinó.
El 29 de mayo de 2008 anunció que no postularía a una reelección como presidente del partido. Larraín ejerció la presidencia del partido hasta el 5 de julio de 2008, fecha en que terminaba su período. Fue electo nuevamente como presidente de la colectividad el 11 de abril de 2015, ejerciendo el cargo hasta el 7 de enero de 2017.

### Senador (1994-2018)

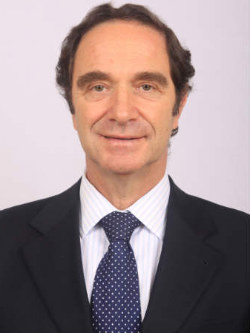
Fotografía oficial de Hernán Larraín como senador en julio de 2013.

Larraín presentó su candidatura a senador en las elecciones parlamentarias de 1993 por la Circunscripción 11 correspondiente a las provincia de Linares y Cauquenes, que comprende las comunas de Colbún, Linares, San Javier, Villa Alegre, Yerbas Buenas, Cauquenes, Chanco, Longaví, Parral, Pelluhue, Retiro de la Región del Maule para el período 1994-2002. En ellas resultó elegido junto a Manuel Matta Aragay. Durante este período fue senador reemplazante en la Comisión Permanente de Agricultura e integró la Comisión Permanente de Constitución, Legislación, Justicia y Reglamento, que presidió en un período; la de Defensa Nacional; la de Transportes y Telecomunicaciones, que presidió, y la de Régimen Interior. Además, participó en la gestación de la Ley N° 19.426, que modificó los Códigos de Procedimiento Civil y de Procedimiento Penal. Como representante de la Comisión de Defensa, concurrió a numerosas reuniones de geopolítica y seguridad nacional.
En las elecciones de 2001 se presentó a la reelección por la misma circunscripción y, con la primera mayoría, obtuvo un escaño junto a Jaime Naranjo para el periodo 2002-2010. Durante este período sucedió a Andrés Zaldívar (DC) como presidente del Senado, cargo que ejerció desde el 11 de marzo de 2004 hasta el 11 de marzo de 2005, cuando fue sucedido por Sergio Romero (RN)
Para ese periodo parlamentario, integró las comisiones permanentes de Educación, Cultura, Ciencia y Tecnología, de Agricultura, de Gobierno, Descentralización y Regionalización, de Constitución, Legislación y Justicia, y de Régimen Interior (que presidió).
En las parlamentarias de 2009 fue reelegido nuevamente con la primera mayoría en la misma circunscripción con 68.354 votos, equivalentes al 43,12% de los sufragios válidos, para el periodo legislativo 2010-2018. En ese período, presidió las comisiones de Relaciones Exteriores; y de Ética y Transparencia del Senado. Junto con integrar la de Constitución, Legislación, Justicia y Reglamento. En 2014 integró las comisiones permanentes de Constitución, Legislación, Justicia y Reglamento; de Trabajo y Previsión Social; Especial Mixta de Presupuestos; y de Ética y Transparencia del Senado, la que también presidió. Una de sus actuaciones más controvertidas durante este periodo se originó luego del 29 de julio de 2013, cuando la Comisión de Agricultura aprobó la denominada Ley de Obtentores Vegetales, también conocida como la «Ley Monsanto», por tres votos a favor, incluyendo el de Larraín más los de los senadores Juan Antonio Coloma Correa (UDI) y José García Ruminot (RN).

### Ministro de Justicia de Piñera (2018-2022)
En enero de 2018, Sebastián Piñera lo nombró como ministro de Justicia y Derechos Humanos para su segundo mandato, el cual asumió el 11 de marzo de ese año. Tras mantenerse 4 años en el cargo, cesó sus funciones el 11 de marzo de 2022 al finalizar el mandato de Piñera.

### Comisionado experto de Chile (2023)
El 25 de enero de 2023 fue designado por el Senado como uno de los integrantes de la Comisión Experta, la cual está encargada de redactar un anteproyecto de texto constitucional que será debatido por el Consejo Constitucional como parte del proceso constituyente. Al ser el miembro de mayor edad de dicha comisión se transformará en el primer presidente de la instancia, de manera provisional.

## Controversias

### Cooperativa La Familia
En 1975 fue uno de los fundadores de la Cooperativa La Familia, institución financiera vinculada al gremialismo y que quebró en 1977, siendo sus ejecutivos procesados por el delito de estafa.

### Defensa hacia Paul Schäfer y Colonia Dignidad
Hernán Larraín fue un defensor de la polémica Colonia Dignidad y de su líder, Paul Schäfer, quien había sido acusado de diversos crímenes de abuso sexual y colaboración con la dictadura militar. Durante el gobierno de Patricio Aylwin en 1991, Larraín junto a Jaime Guzmán y otros 15 senadores UDI y RN, se opusieron a que se eliminara la personalidad jurídica de la institución, apelando al Tribunal Constitucional. A pesar de que se demostraron las violaciones de los derechos humanos, los casos de abusos sexuales, secuestros, torturas, detenciones ilegales y posesión de arsenal químico y militar, Larraín y varios de sus colegas discrepaban estas pruebas y defendieron las funciones que cumplía la Colonia.
Durante un reportaje realizado por el programa de TVN Informe Especial, en la que investigaba las irregularidades de la Colonia, Larraín acusaba que las incautaciones que realizaba la policía fueron un montaje y que deberían dedicarse a otros casos, en vez de lo que el consideraba como acusaciones falsas.
En 2020, un reportaje de la cadena alemana de televisión Deutsche Welle sobre Colonia Dignidad, culpó a Larraín  de la falta de avances en las causas generadas por la secta, indicando que Larraín en su puesto de ministro de Justicia resulta un obstáculo para el avance de las causas.
El 1 de octubre de 2021, se estrenó en la plataforma de streaming Netflix el Documental "Colonia Dignidad: Una secta alemana en Chile", el cual nuevamente pone en la palestra la relación entre Larraín y la Colonia, con relatos e imágenes en cuanto a su defensa de la Colonia. Cabe destacar que los realizadores del documental pidieron una entrevista a Larraín, quien se excusó.

## Condecoraciones
Extranjeras
- Gran Cruz de la Medalla de Honor del Congreso de la República ( Perú, 4 de noviembre de 2004).
- Gran Cruz Extraordinaria de la Orden Nacional del Mérito ( Paraguay, 30 de noviembre de 2004).[8]
- Gran Cruz de la Orden al Mérito por Servicios Distinguidos ( Perú, octubre de 2006).
- Gran Cruz Extraordinaria con placa de oro de la Orden del Congreso de Colombia ( Colombia, 30 de mayo de 2005).

## Distinciones
- Exalumno Distinguido, por The London School of Economics and Political Science, el 9 de noviembre de 1995[8]
- Mejor senador, elegido por sus pares en encuesta realizada por La Segunda, 2002 y 2005[30]
- En junio de 2012, la Asociación Nacional de la Prensa (ANP), lo reconoció por la presentación del proyecto de ley que se transformó en la Ley N° 20.285, sobre el acceso a la información pública. En enero del año siguiente, fue distinguido por «Chile Transparente», junto al senador Jaime Gazmuri, como impulsores de la citada ley.[8]

## Historial electoral

### Elecciones parlamentarias de 1993
- Elecciones parlamentarias de 1993, candidato a senador por la Circunscripción 11, (Maule Sur)[31]

### Elecciones parlamentarias de 2001
- Elecciones parlamentarias de 2001, candidato a senador por la Circunscripción 11, (Maule Sur)[32]

### Elecciones parlamentarias de 2009
- Elecciones parlamentarias de 2009, candidato a senador por la Circunscripción 11, (Maule Sur)[33]